# Eesti maatõug
Pour les articles homonymes, voir Maatoug.
L'eesti maatõug est une race bovine estonienne. Elle porte aussi le nom d'eesti maakari. Son nom international est estonian native cattle.

## Origine
C'est une race ancienne, autochtone à la région, probablement issue de l'importation de races diverses au cours du XIXe siècle et de deux siècles de sélection naturelle dans un environnement hostile. Au début du XXe siècle, des travaux de recensement d'une race locale sont entrepris. Ils aboutissent à l'ouverture du  herd-book en 1914. Dans les années 1950, l'importation de deux taureaux jersiais a eu pour but d'améliorer le taux de matière grasse du lait. Dans les années 1960, elle a reçu l'influence de länsisuomenkarja. Les vaches ont été testées pour améliorer la génétique du troupeau. Actuellement, c'est une race en danger de disparition. L'effectif en 2001 était de 543 animaux dont 176 vaches et 9 taureaux inscrits. La semence de 9 mâles a été stockée.

## Morphologie
Elle porte une robe froment. Ses muqueuses sont couleur chair et elle ne porte pas de cornes. 
La vache mesure 125 cm au garrot pour 450 kg et le taureau 135 cm pour 700 kg.

## Aptitudes
C'est une race classée mixte. Son lait est riche en matières grasses (4,38 %) et en protéines (3,39 %).